# Kinosternon flavescens
Kinosternon flavescens är en sköldpaddsart som beskrevs av  Agassiz 1857. Kinosternon flavescens ingår i släktet Kinosternon, och familjen slamsköldpaddor. IUCN kategoriserar arten globalt som livskraftig.

## Underarter
Arten delas in i följande underarter:
- K. f. flavescens
- K. f. arizonense
- K. f. durangoense
- K. f. stejnegeri

## Beskrivning
Honor blir könsmogna vid en ålder på mellan 11 och 16 år. De kan bli mer än 40 år gamla, eventuellt ännu mer.

## Fortplantning
Honor lägger ägg en gång per år med fyra till nio ägg per kull som kläcks som tidigast efter tre månader. Ungarna är 1,8 till 3,1 cm när de kläcks. Ovanligt bland sköldpaddor är att honorna vaktar sitt bo, någon tid efter att de lagt äggen, mellan några timmar men upp till 38 dagar.

## Utbredning
Arten finns i USA (Illinois, Iowa, Missouri, Nebraska, Kansas, Oklahoma, Texas, New Mexico och Arizona) och i Mexiko (Sonora, Durango, Sinaloa, Nuevo Leon, Chihuahua, Coahuila, Tamaulipas och Veracruz). Den är relativt vanlig även om beståndet har minskat något.

## Habitat
Arten finns i stort sett i vilken typ av vatten som helst i öken eller prärie. Populationerna i USA föredrar temporära vattensamlingar medan de i Mexiko föredrar permanenta vattensamlingar. Om det krävs kan de gå i dvala nergrävda i sand upp till 450 meter från vattensamlingar.

## Föda
Arten är allätare men föredrar animalisk föda.

## Hot
De populationerna som finns i USA minskar på grund av habitatförstöring.